# Copa Chile 2009
La Copa Chile 2009 fue la 30.ª versión del clásico torneo de copa entre clubes de Chile  y en el cual participaron clubes de la Primera A, Primera B, Tercera A y Tercera B, además de elencos Campeones Regionales Fútbol Amateur. Fue dirigido por la ANFP, aunque en sus primeras fases fue organizado por la asociación amateur de fútbol chileno. Este torneo comenzó a disputar sus fases preliminares el 10 de mayo de 2009, y su monarca se definió el 15 de noviembre del mismo año. Se desarrolló a través del sistema de eliminación directa, con tres fases preliminares entre equipos amateur o semi-profesionales, mientras los equipos profesionales comenzaron a competir en la cuarta fase del campeonato.
El campeón fue Unión San Felipe, quien obtuvo un cupo para la Copa Sudamericana 2010, mientras que el subcampeón, Municipal Iquique, consiguió un medio cupo, que se definió en el partido por la Copa Sudamericana 2010 ante la Universidad de Chile,  quien ocupó el 2º lugar de la Primera Rueda del Campeonato Nacional 2010. Este último finalmente fue el ganador y representante como "Chile 3", para la Copa Sudamericana 2010.

## Equipos participantes

### Resumen
| División                     | Número de equipos | Fase de entrada     |
| ---------------------------- | ----------------- | ------------------- |
| Primera División             | 18                | Quinta Fase         |
| Primera B                    | 14                | Cuarta Fase         |
| Tercera A                    | 16                | Tercera Fase        |
| Tercera B                    | 17                | Segunda Fase        |
| Campeones regionales de ANFA | 15                | Primera Fase (ANFA) |
| Selecciones regionales       | 1                 | Cuarta Fase         |
| Total de equipos             | 81                | –                   |

## Desarrollo

### Primera fase
La Primera Fase la juegan los campeones regionales del fútbol amateur organizados por la ANFA. Los siguientes son los partidos que enfrentaron a los equipos provenientes de los torneos ANFA.
| Primera Fase–Campeones Regionales ANFA | Primera Fase–Campeones Regionales ANFA | Primera Fase–Campeones Regionales ANFA | Primera Fase–Campeones Regionales ANFA | Primera Fase–Campeones Regionales ANFA | Primera Fase–Campeones Regionales ANFA | Primera Fase–Campeones Regionales ANFA | Primera Fase–Campeones Regionales ANFA | Primera Fase–Campeones Regionales ANFA | Primera Fase–Campeones Regionales ANFA |
| Llave                                  | Equipo Ida                             | Resultado global                       | Equipo Vuelta                          | Partido de ida                         | Partido de ida                         | Partido de ida                         | Partido de vuelta                      | Partido de vuelta                      | Partido de vuelta                      |
| Llave                                  | Equipo Ida                             | Resultado global                       | Equipo Vuelta                          | Día                                    | Hora                                   | Resultado                              | Día                                    | Hora                                   | Resultado                              |
| -------------------------------------- | -------------------------------------- | -------------------------------------- | -------------------------------------- | -------------------------------------- | -------------------------------------- | -------------------------------------- | -------------------------------------- | -------------------------------------- | -------------------------------------- |
| P-N1                                   | Trasandino de Socoroma                 | 4–3                                    | Yungay                                 | 10/05                                  | 11:30                                  | 2–2                                    | 17/05                                  | 12:00                                  | 2–1                                    |
| P-N2                                   | Asotel                                 | 3–2                                    | Juventus                               | 10/05                                  | 12:00                                  | 1–0                                    | 17/05                                  | 16:00                                  | 2–2                                    |
| P-C1                                   | Balmaceda (v)                          | 1–1                                    | David Arellano                         | 10/05                                  | 16:00                                  | 0–0                                    | 17/05                                  | 15:00                                  | 1–1                                    |
| P-C2                                   | Manuel Rodríguez                       | 5–8                                    | Juan Lyon                              | 10/05                                  | 16:00                                  | 1–3                                    | 17/05                                  | 16:00                                  | 4–5                                    |
| P-S1                                   | Favorita de Lontué                     | 2–3                                    | Lord Cochrane                          | 10/05                                  | 15:00                                  | 1–0                                    | 17/05                                  | 15:00                                  | 1–3                                    |
| P-S2                                   | Deportivo Lintz                        | 1–3                                    | Audax                                  | 10/05                                  | 15:00                                  | 1–1                                    | 17/05                                  | 15:00                                  | 0–2                                    |
| P-L                                    | Libre: Luchador                        | Libre: Luchador                        | Libre: Luchador                        | Libre: Luchador                        | Libre: Luchador                        | Libre: Luchador                        | Libre: Luchador                        | Libre: Luchador                        | Libre: Luchador                        |

### Segunda fase
La Primera fase del torneo es disputada en dos Grupos: uno, dedicado a los Campeones Regionales ganadores de la Fase Preliminar, y otro, en el que participan los equipos que juegan el Torneo 2009 de Tercera División B, equipos semi-profesionales pertenecientes a la cuarta categoría del fútbol chileno.

#### Segunda fase: Grupo campeones regionalesANFA
| Segunda fase–Campeones Regionales ANFA | Segunda fase–Campeones Regionales ANFA | Segunda fase–Campeones Regionales ANFA | Segunda fase–Campeones Regionales ANFA | Segunda fase–Campeones Regionales ANFA | Segunda fase–Campeones Regionales ANFA | Segunda fase–Campeones Regionales ANFA | Segunda fase–Campeones Regionales ANFA | Segunda fase–Campeones Regionales ANFA | Segunda fase–Campeones Regionales ANFA |
| Llave                                  | Equipo Ida                             | Resultado global                       | Equipo Vuelta                          | Partido de ida                         | Partido de ida                         | Partido de ida                         | Partido de vuelta                      | Partido de vuelta                      | Partido de vuelta                      |
| Llave                                  | Equipo Ida                             | Resultado global                       | Equipo Vuelta                          | Día                                    | Hora                                   | Resultado                              | Día                                    | Hora                                   | Resultado                              |
| -------------------------------------- | -------------------------------------- | -------------------------------------- | -------------------------------------- | -------------------------------------- | -------------------------------------- | -------------------------------------- | -------------------------------------- | -------------------------------------- | -------------------------------------- |
| I(Reg)-N                               | Trasandino de Socoroma (v)             | 4–4                                    | Asotel                                 | 24/05                                  | 12:00                                  | 3–0                                    | 31/05                                  | 12:00                                  | 1–4                                    |
| I(Reg)-C                               | Juan Lyon                              | 2–3                                    | Balmaceda                              | 24/05                                  | 16:00                                  | 1–2                                    | 31/05                                  | 16:00                                  | 1–1                                    |
| I(Reg)-S                               | Luchador                               | 6–2                                    | Audax                                  | 31/05                                  | 15:30                                  | 1–1                                    | 07/06                                  | 15:00                                  | 5–1                                    |
| I(Reg)-L                               | Libre: Lord Cochrane                   | Libre: Lord Cochrane                   | Libre: Lord Cochrane                   | Libre: Lord Cochrane                   | Libre: Lord Cochrane                   | Libre: Lord Cochrane                   | Libre: Lord Cochrane                   | Libre: Lord Cochrane                   | Libre: Lord Cochrane                   |

#### Segunda fase: GrupoTercera B
El equipo de Tercera B Luis Matte Larraín presentó su retiro de la competencia por problemas económicos. De esta manera, Juventud Puente Alto clasificó directamente a la siguiente fase.
| Segunda fase–Tercera B | Segunda fase–Tercera B      | Segunda fase–Tercera B      | Segunda fase–Tercera B      | Segunda fase–Tercera B      | Segunda fase–Tercera B      | Segunda fase–Tercera B      | Segunda fase–Tercera B      | Segunda fase–Tercera B      | Segunda fase–Tercera B      |
| Llave                  | Equipo Ida                  | Resultado global            | Equipo Vuelta               | Partido de ida              | Partido de ida              | Partido de ida              | Partido de vuelta           | Partido de vuelta           | Partido de vuelta           |
| Llave                  | Equipo Ida                  | Resultado global            | Equipo Vuelta               | Día                         | Hora                        | Resultado                   | Día                         | Hora                        | Resultado                   |
| ---------------------- | --------------------------- | --------------------------- | --------------------------- | --------------------------- | --------------------------- | --------------------------- | --------------------------- | --------------------------- | --------------------------- |
| I(3B)-C1               | Academia Quilpué            | 0–6                         | Deportes Quilicura          | 21/05                       | 15:30                       | 0–2                         | 27/05                       | 16:00                       | 0–4                         |
| I(3B)-C2               | Pudahuel Barrancas          | 3–3 (3–4, p)                | Cerro Navia                 | 20/05                       | 19:30                       | 3–0                         | 27/05                       | 20:00                       | 0–3                         |
| I(3B)-C3               | Provincial Talagante        | 9–2                         | Juventud Padre Hurtado      | 21/05                       | 16:30                       | 3–0                         | 28/05                       | 15:30                       | 6–2                         |
| I(3B)-C4               | Ferroviarios                | 2–5                         | Universidad Iberoamericana  | 21/05                       | 15:30                       | 2–4                         | 28/05                       | 20:00                       | 0–1                         |
| I(3B)-C5               | Real León                   | 0–4                         | Corporación Ñuñoa           | 21/05                       | 15:00                       | 0–2                         | 27/05                       | 15:00                       | 0–2                         |
| I(3B)-C6               | Municipal La Pintana        | 9–2                         | Lautaro                     | 21/05                       | 17:00                       | 6–2                         | 27/05                       | 20:00                       | 3–0                         |
| I(3B)-C7               | Academia Samuel Reyes       | 3–2                         | General Velásquez           | 21/05                       | 15:00                       | 2–0                         | 27/05                       | 12:00                       | 1–2                         |
| I(3B)-C8               | Enfoque                     | 1–6                         | Deportes Santa Cruz         | 21/05                       | 12:00                       | 1–3                         | 27/05                       | 20:00                       | 0–3                         |
| I(3B)-L                | Libre: Juventud Puente Alto | Libre: Juventud Puente Alto | Libre: Juventud Puente Alto | Libre: Juventud Puente Alto | Libre: Juventud Puente Alto | Libre: Juventud Puente Alto | Libre: Juventud Puente Alto | Libre: Juventud Puente Alto | Libre: Juventud Puente Alto |

#### Segunda fase: Ganadores de grupo
Los equipos ganadores de los 2 respectivos grupos (Campeones Regionales ANFA y Tercera División B), se enfrentan entre sí para decidir a los ganadores de la Primera Fase. El Luchador de Coñaripe, al quedar libre, clasifica directamente.
| Segunda fase–Ganadores Grupo Campeones Regionales ANFA y Grupo Tercera B | Segunda fase–Ganadores Grupo Campeones Regionales ANFA y Grupo Tercera B | Segunda fase–Ganadores Grupo Campeones Regionales ANFA y Grupo Tercera B | Segunda fase–Ganadores Grupo Campeones Regionales ANFA y Grupo Tercera B | Segunda fase–Ganadores Grupo Campeones Regionales ANFA y Grupo Tercera B | Segunda fase–Ganadores Grupo Campeones Regionales ANFA y Grupo Tercera B | Segunda fase–Ganadores Grupo Campeones Regionales ANFA y Grupo Tercera B | Segunda fase–Ganadores Grupo Campeones Regionales ANFA y Grupo Tercera B | Segunda fase–Ganadores Grupo Campeones Regionales ANFA y Grupo Tercera B | Segunda fase–Ganadores Grupo Campeones Regionales ANFA y Grupo Tercera B |
| Llave                                                                    | Equipo Ida                                                               | Resultado global                                                         | Equipo Vuelta                                                            | Partido de ida                                                           | Partido de ida                                                           | Partido de ida                                                           | Partido de vuelta                                                        | Partido de vuelta                                                        | Partido de vuelta                                                        |
| Llave                                                                    | Equipo Ida                                                               | Resultado global                                                         | Equipo Vuelta                                                            | Día                                                                      | Hora                                                                     | Resultado                                                                | Día                                                                      | Hora                                                                     | Resultado                                                                |
| ------------------------------------------------------------------------ | ------------------------------------------------------------------------ | ------------------------------------------------------------------------ | ------------------------------------------------------------------------ | ------------------------------------------------------------------------ | ------------------------------------------------------------------------ | ------------------------------------------------------------------------ | ------------------------------------------------------------------------ | ------------------------------------------------------------------------ | ------------------------------------------------------------------------ |
| I-N                                                                      | Trasandino de Socoroma                                                   | 2–3                                                                      | Balmaceda                                                                | 21/06                                                                    | 11:30                                                                    | 1–0                                                                      | 28/06                                                                    | 15:00                                                                    | 1–3                                                                      |
| I-C1                                                                     | Academia Samuel Reyes                                                    | 1–4                                                                      | Lord Cochrane                                                            | 24/06                                                                    | 19:00                                                                    | 1–2                                                                      | 29/06                                                                    | 15:00                                                                    | 0–2                                                                      |
| I-C2                                                                     | Municipal La Pintana                                                     | 7–5                                                                      | Universidad Iberoamericana                                               | 10/06                                                                    | 12:00                                                                    | 4–2                                                                      | 24/06                                                                    | 15:30                                                                    | 3–3                                                                      |
| I-C3                                                                     | Deportes Quilicura                                                       | 3–2                                                                      | Juventud Puente Alto                                                     | 10/06                                                                    | 15:30                                                                    | 3–1                                                                      | 25/06                                                                    | 21:00                                                                    | 0–1                                                                      |
| I-C4                                                                     | Corporación Ñuñoa                                                        | 1–2                                                                      | Deportes Santa Cruz                                                      | 10/06                                                                    | 15:00                                                                    | 1–1                                                                      | 27/06                                                                    | 15:30                                                                    | 0–1                                                                      |
| I-C5                                                                     | Deportes Cerro Navia                                                     | 1–5                                                                      | Provincial Talagante                                                     | 17/06                                                                    | 20:00                                                                    | 0–1                                                                      | 25/06                                                                    | 19:30                                                                    | 1–5                                                                      |
| I-L                                                                      | Libre: Luchador                                                          | Libre: Luchador                                                          | Libre: Luchador                                                          | Libre: Luchador                                                          | Libre: Luchador                                                          | Libre: Luchador                                                          | Libre: Luchador                                                          | Libre: Luchador                                                          | Libre: Luchador                                                          |

### Tercera fase
La Tercera fase enfrentó a los ganadores de la Segunda fase (Tercera B y Regional ANFA) con los equipos de la Tercera División A, equipos que se desempeñan en el fútbol amateur, pero que tienen características de sociedades anónimas deportivas. Los equipos amateur Balmaceda, Lord Cochrane y Luchador, que fueron ganadores en la Segunda Fase, clasifican directamente a la Cuarta Fase por lo que no jugarán en esta instancia. Se jugaron, además, los partidos pendientes de la Fase Preliminar con los representantes de la XI y la XII regiones: Lord Cochrane de Coyhaique y C.S.D. Prat de Punta Arenas respectivamente.
| Tercera fase–Ganadores Segunda Fase y Tercera A | Tercera fase–Ganadores Segunda Fase y Tercera A | Tercera fase–Ganadores Segunda Fase y Tercera A | Tercera fase–Ganadores Segunda Fase y Tercera A | Tercera fase–Ganadores Segunda Fase y Tercera A | Tercera fase–Ganadores Segunda Fase y Tercera A | Tercera fase–Ganadores Segunda Fase y Tercera A | Tercera fase–Ganadores Segunda Fase y Tercera A | Tercera fase–Ganadores Segunda Fase y Tercera A | Tercera fase–Ganadores Segunda Fase y Tercera A |
| Llave                                           | Equipo Ida                                      | Resultado global                                | Equipo Vuelta                                   | Partido de ida                                  | Partido de ida                                  | Partido de ida                                  | Partido de vuelta                               | Partido de vuelta                               | Partido de vuelta                               |
| Llave                                           | Equipo Ida                                      | Resultado global                                | Equipo Vuelta                                   | Día                                             | Hora                                            | Resultado                                       | Día                                             | Hora                                            | Resultado                                       |
| ----------------------------------------------- | ----------------------------------------------- | ----------------------------------------------- | ----------------------------------------------- | ----------------------------------------------- | ----------------------------------------------- | ----------------------------------------------- | ----------------------------------------------- | ----------------------------------------------- | ----------------------------------------------- |
| II-N1                                           | San Antonio Unido                               | 3–7                                             | Colchagua                                       | 29/07                                           | 20:00                                           | 1–1                                             | 02/08                                           | 15:30                                           | 2–6                                             |
| II-N2                                           | Municipal Mejillones                            | 2–3                                             | Deportes Ovalle                                 | 22/07                                           | 20:00                                           | 1–1                                             | 29/07                                           | 20:00                                           | 1–2                                             |
| II-N3                                           | Trasandino                                      | 2–4                                             | Peñalolén                                       | 29/07                                           | 15:30                                           | 2–4                                             | 02/08                                           | 16:00                                           | 0–0                                             |
| II-C1                                           | Municipal La Pintana (v)                        | 2–2                                             | Deportes Quilicura                              | 15/07                                           | 12:00                                           | 0–0                                             | 29/07                                           | 15:30                                           | 2–2                                             |
| II-C2                                           | Deportes Santa Cruz                             | 1–2                                             | Provincial Talagante                            | 16/07                                           | 15:30                                           | 0–1                                             | 29/07                                           | 19:00                                           | 1–1                                             |
| II-C3                                           | Deportes Barnechea                              | 4–2                                             | Unión Quilpué                                   | 16/07                                           | 15:30                                           | 2–1                                             | 29/07                                           | 12:00                                           | 2–1                                             |
| II-C4                                           | Magallanes                                      | 7–2                                             | Provincial AGC                                  | 15/07                                           | 20:00                                           | 3–0                                             | 31/07                                           | 19:30                                           | 4–2                                             |
| II-S1                                           | Deportes Temuco                                 | 5–4                                             | Iberia                                          | 16/07                                           | 15:00                                           | 2–1                                             | 22/07                                           | 13:30                                           | 3–3                                             |
| II-S2                                           | Linares Unido (v)                               | 2–2                                             | Fernández Vial                                  | 16/07                                           | 12:00                                           | 2–1                                             | 29/07                                           | 19:00                                           | 0–1                                             |
| II-S3                                           | Unión Temuco                                    | 5–0                                             | Deportes Valdivia                               | 22/07                                           | 15:00                                           | 3–0                                             | 29/07                                           | 19:00                                           | 2–0                                             |
| II-S4                                           | Prat                                            | 4–3                                             | Lord Cochrane                                   | 19/07                                           | 12:00                                           | 1–0                                             | 26/07                                           | 13:00                                           | 3–3                                             |

- Nota 1: Los horarios corresponden a la hora de Chile (UTC-4)
- Nota 2: (v) significa paso del equipo clasificado definido por mayor cantidad de goles marcados como visita

### Cuarta fase: Fase Nacional
| I    | Unión Temuco         | 4 - 1       | Naval                 | El Alto                          | 5 de agosto  | 15:00 |     |
| II   | Rapa Nui             | 0 - 4       | Colo-Colo             | Hanga Roa                        | 5 de agosto  | 16:15 | C13 |
| III  | Deportes Temuco      | 3 - 1       | Deportes Concepción   | Germán Becker                    | 5 de agosto  | 20:00 |     |
| IV   | Barnechea            | 2(2) - (3)2 | Deportes Melipilla    | Municipal de Lo Barnechea        | 12 de agosto | 12:00 |     |
| V    | Peñalolén            | 2 - 3       | Unión San Felipe      | Municipal de Peñalolén           | 12 de agosto | 20:00 |     |
| VI   | Deportes Ovalle      | 0(2) - (3)0 | Coquimbo Unido        | Municipal de Ovalle              | 12 de agosto | 20:00 |     |
| VII  | Magallanes           | 1(3) - (5)1 | Santiago Wanderers    | Santiago Bueras                  | 12 de agosto | 20:30 |     |
| VIII | Atlético Balmaceda   | 0(1) - (3)0 | Deportes Copiapó      | Dr. Olegario Henríquez Escalante | 13 de agosto | 19:30 |     |
| IX   | Fernández Vial       | 1 - 2       | Lota Schwager         | Municipal de Concepción          | 13 de agosto | 20:00 |     |
| X    | Colchagua            | 1(4) - (5)1 | Unión La Calera       | Complejo Deportivo Quilín        | 19 de agosto | 16:00 |     |
| XI   | Provincial Talagante | 1(3) - (4)1 | Deportes Antofagasta  | Lucas Pacheco Toro               | 19 de agosto | 19:00 |     |
| XII  | Lord Cochrane        | 0(3) - (5)0 | San Luis              | Municipal de Concepción          | 19 de agosto | 19:30 |     |
| XIII | Luchador             | 1 - 2       | Deportes Puerto Montt | Municipal de Villarrica          | 19 de agosto | 20:00 |     |
| XIV  | Municipal La Pintana | 1 - 2       | San Marcos            | Municipal de La Pintana          | 19 de agosto | 20:00 |     |
| XV   | Deportivo Prat       | 1 - 2       | Provincial Osorno     | Antonio Ríspoli Díaz             | 19 de agosto | 21:00 |     |

### Quinta fase: Fase Nacional
| I    | Unión San Felipe      | 2 - 1       | O'Higgins                 | Municipal de San Felipe    | 26 de agosto     | 20:00 |         |
| II   | Deportes Antofagasta  | 2 - 1       | Cobreloa                  | Regional de Antofagasta    | 26 de agosto     | 21:00 |         |
| III  | San Marcos            | 2(5) - (6)2 | Municipal Iquique         | Carlos Dittborn            | 26 de agosto     | 22:00 |         |
| IV   | San Luis              | 2(5) - (3)2 | Universidad de Chile      | Regional de Valparaíso     | 26 de agosto     | 22:10 | CDF C13 |
| V    | Palestino             | 0 - 1       | Curicó Unido              | Municipal de La Cisterna   | 2 de septiembre  | 16:00 |         |
| VI   | Lota Schwager         | 2 - 1       | Huachipato                | Federico Schwager          | 2 de septiembre  | 16:00 |         |
| VII  | Deportes Copiapó      | 0 - 4       | Cobresal                  | Luis Álamos Luque          | 2 de septiembre  | 19:00 |         |
| VIII | Coquimbo Unido        | 1(4) - (3)1 | Deportes La Serena        | Francisco Sánchez Rumoroso | 2 de septiembre  | 20:00 |         |
| IX   | Unión La Calera       | 2 - 5       | Unión Española            | Nicolás Chahuán Nazar      | 2 de septiembre  | 20:00 |         |
| X    | Audax Italiano        | 2 - 3       | Santiago Morning          | Bicentenario de La Florida | 2 de septiembre  | 20:00 |         |
| XI   | Deportes Melipilla    | 2 - 0       | Rangers                   | Roberto Bravo Santibáñez   | 2 de septiembre  | 20:00 |         |
| XII  | Unión Temuco          | 2 - 0       | Universidad Católica      | Germán Becker              | 2 de septiembre  | 22:00 | CDF C13 |
| XIII | Deportes Puerto Montt | 0 - 3       | Universidad de Concepción | Rubén Marcos Peralta       | 15 de septiembre | 20:00 |         |
| XIV  | Santiago Wanderers    | 0(5) - (4)0 | Everton                   | Regional Chiledeportes     | 16 de septiembre | 19:00 | CDF C13 |
| XV   | Provincial Osorno     | 2 - 1       | Ñublense                  | Rubén Marcos Peralta       | 16 de septiembre | 20:00 |         |
| XVI  | Deportes Temuco       | 0 - 4       | Colo-Colo                 | Germán Becker              | 16 de septiembre | 22:15 | CDF C13 |

## Fase final
|  | Octavos de final                  | Octavos de final                  |                   |       | Cuartos de final                | Cuartos de final                |  |  | Semifinales     | Semifinales     |  |  | Final           | Final           |
|  | 30 de septiembre al 13 de octubre | 30 de septiembre al 13 de octubre |                   |       | 21 de octubre al 3 de noviembre | 21 de octubre al 3 de noviembre |  |  | 11 de noviembre | 11 de noviembre |  |  | 15 de noviembre | 15 de noviembre |
|  |                                   |                                   |                   |       |                                 |                                 |  |  |                 |                 |  |  |                 |                 |
|  |                                   |                                   |                   |       |                                 |                                 |  |  |                 |                 |  |  |                 |                 |
|  |                                   |                                   |                   |       |                                 |                                 |  |  |                 |                 |  |  |                 |                 |
|  | Deportes Antofagasta              | 0                                 |                   |       |                                 |                                 |  |  |                 |                 |  |  |                 |                 |
|  | Deportes Antofagasta              | 0                                 |                   |       |                                 |                                 |  |  |                 |                 |  |  |                 |                 |
|  | Municipal Iquique                 | 1                                 |                   |       |                                 |                                 |  |  |                 |                 |  |  |                 |                 |
|  | Municipal Iquique                 | 1                                 | Municipal Iquique | 1     |                                 |                                 |  |  |                 |                 |  |  |                 |                 |
|  |                                   |                                   |                   | 1     |                                 |                                 |  |  |                 |                 |  |  |                 |                 |
|  |                                   | Coquimbo Unido                    | 0                 |       |                                 |                                 |  |  |                 |                 |  |  |                 |                 |
|  | Coquimbo Unido                    | Coquimbo Unido                    | 0                 | 1     |                                 |                                 |  |  |                 |                 |  |  |                 |                 |
|  | Coquimbo Unido                    |                                   |                   | 1     |                                 |                                 |  |  |                 |                 |  |  |                 |                 |
|  | Cobresal                          | 0                                 |                   |       |                                 |                                 |  |  |                 |                 |  |  |                 |                 |
|  | Cobresal                          | 0                                 | Municipal Iquique | 1 (4) |                                 |                                 |  |  |                 |                 |  |  |                 |                 |
|  |                                   |                                   |                   | 1 (4) |                                 |                                 |  |  |                 |                 |  |  |                 |                 |
|  |                                   | Santiago Morning                  | 1 (2)             |       |                                 |                                 |  |  |                 |                 |  |  |                 |                 |
|  | Santiago Wanderers                | Santiago Morning                  | 1 (2)             | 0 (3) |                                 |                                 |  |  |                 |                 |  |  |                 |                 |
|  | Santiago Wanderers                |                                   |                   | 0 (3) |                                 |                                 |  |  |                 |                 |  |  |                 |                 |
|  | Santiago Morning                  | 0 (5)                             |                   |       |                                 |                                 |  |  |                 |                 |  |  |                 |                 |
|  | Santiago Morning                  | 0 (5)                             | Santiago Morning  | 3     |                                 |                                 |  |  |                 |                 |  |  |                 |                 |
|  |                                   |                                   |                   | 3     |                                 |                                 |  |  |                 |                 |  |  |                 |                 |
|  |                                   | Curicó Unido                      | 1                 |       |                                 |                                 |  |  |                 |                 |  |  |                 |                 |
|  | Deportes Melipilla                | Curicó Unido                      | 1                 | 2     |                                 |                                 |  |  |                 |                 |  |  |                 |                 |
|  | Deportes Melipilla                |                                   |                   | 2     |                                 |                                 |  |  |                 |                 |  |  |                 |                 |
|  | Curicó Unido                      | 4                                 |                   |       |                                 |                                 |  |  |                 |                 |  |  |                 |                 |
|  | Curicó Unido                      | 4                                 | Municipal Iquique | 0     |                                 |                                 |  |  |                 |                 |  |  |                 |                 |
|  |                                   |                                   |                   | 0     |                                 |                                 |  |  |                 |                 |  |  |                 |                 |
|  |                                   | Unión San Felipe                  | 3                 |       |                                 |                                 |  |  |                 |                 |  |  |                 |                 |
|  | Unión San Felipe                  | Unión San Felipe                  | 3                 | 1     |                                 |                                 |  |  |                 |                 |  |  |                 |                 |
|  | Unión San Felipe                  |                                   |                   | 1     |                                 |                                 |  |  |                 |                 |  |  |                 |                 |
|  | Unión Española                    | 0                                 |                   |       |                                 |                                 |  |  |                 |                 |  |  |                 |                 |
|  | Unión Española                    | 0                                 | Unión San Felipe  | 1 (6) |                                 |                                 |  |  |                 |                 |  |  |                 |                 |
|  |                                   |                                   |                   | 1 (6) |                                 |                                 |  |  |                 |                 |  |  |                 |                 |
|  |                                   | Colo-Colo                         | 1 (5)             |       |                                 |                                 |  |  |                 |                 |  |  |                 |                 |
|  | Lota Schwager                     | Colo-Colo                         | 1 (5)             | 0     |                                 |                                 |  |  |                 |                 |  |  |                 |                 |
|  | Lota Schwager                     |                                   |                   | 0     |                                 |                                 |  |  |                 |                 |  |  |                 |                 |
|  | Colo-Colo                         | 1                                 |                   |       |                                 |                                 |  |  |                 |                 |  |  |                 |                 |
|  | Colo-Colo                         | 1                                 | Unión San Felipe  | 2     |                                 |                                 |  |  |                 |                 |  |  |                 |                 |
|  |                                   |                                   |                   | 2     |                                 |                                 |  |  |                 |                 |  |  |                 |                 |
|  |                                   | Univ. de Concepción               | 0                 |       |                                 |                                 |  |  |                 |                 |  |  |                 |                 |
|  | Unión Temuco                      | Univ. de Concepción               | 0                 | 2 (5) |                                 |                                 |  |  |                 |                 |  |  |                 |                 |
|  | Unión Temuco                      |                                   |                   | 2 (5) |                                 |                                 |  |  |                 |                 |  |  |                 |                 |
|  | Provincial Osorno                 | 2 (4)                             |                   |       |                                 |                                 |  |  |                 |                 |  |  |                 |                 |
|  | Provincial Osorno                 | 2 (4)                             | Unión Temuco      | 0 (5) |                                 |                                 |  |  |                 |                 |  |  |                 |                 |
|  |                                   |                                   |                   | 0 (5) |                                 |                                 |  |  |                 |                 |  |  |                 |                 |
|  |                                   | Univ. de Concepción               | 0 (6)             |       |                                 |                                 |  |  |                 |                 |  |  |                 |                 |
|  | San Luis                          | Univ. de Concepción               | 0 (6)             | 1 (4) |                                 |                                 |  |  |                 |                 |  |  |                 |                 |
|  | San Luis                          |                                   |                   | 1 (4) |                                 |                                 |  |  |                 |                 |  |  |                 |                 |
|  | Univ. de Concepción               | 1 (5)                             |                   |       |                                 |                                 |  |  |                 |                 |  |  |                 |                 |
|  | Univ. de Concepción               | 1 (5)                             |                   |       |                                 |                                 |  |  |                 |                 |  |  |                 |                 |

### Octavos de final
| Santiago Wanderers   | 0(3) - (5)0                                                                                             | Santiago Morning          | Regional Chiledeportes     | 30 de septiembre | 18:00 | CDF C13 |
| San Luis             | 1(4) - (5)1                                                                                             | Universidad de Concepción | Ángel Navarrete Candia     | 30 de septiembre | 19:30 |         |
| Coquimbo Unido       | 1 - 0                                                                                                   | Cobresal                  | Francisco Sánchez Rumoroso | 6 de octubre     | 20:00 |         |
| Unión Temuco         | 2(5) - (4)2                                                                                             | Provincial Osorno         | Germán Becker              | 7 de octubre     | 20:00 |         |
| Deportes Melipilla   | 2 - 4 (enlace roto disponible en Internet Archive; véase el historial, la primera versión y la última). | Curicó Unido              | Roberto Bravo Santibáñez   | 7 de octubre     | 20:00 |         |
| Deportes Antofagasta | 0 - 1                                                                                                   | Municipal Iquique         | Regional de Antofagasta    | 7 de octubre     | 21:00 |         |
| Lota Schwager        | 0 - 1                                                                                                   | Colo-Colo                 | Municipal de Concepción    | 7 de octubre     | 22:10 | CDF C13 |
| Unión San Felipe     | 1 - 0                                                                                                   | Unión Española            | Municipal de San Felipe    | 13 de octubre    | 19:10 | CDF C13 |

### Cuartos de final
| Unión San Felipe | 1(6) - (5)1 | Colo-Colo                 | Municipal de San Felipe    | 21 de octubre  | 22:10 | CDF C13 |
| Unión Temuco     | 0(5) - (6)0 | Universidad de Concepción | Germán Becker              | 28 de octubre  | 20:00 |         |
| Curicó Unido     | 1 - 3       | Santiago Morning          | La Granja                  | 28 de octubre  | 20:30 |         |
| Coquimbo Unido   | 0 - 1       | Municipal Iquique         | Francisco Sánchez Rumoroso | 3 de noviembre | 21:00 |         |

### Semifinales
| Unión San Felipe  | 2 - 0       | Universidad de Concepción | Municipal de San Felipe | 11 de noviembre | 18:00 | CDF C13 |
| Municipal Iquique | 1(4) - (2)1 | Santiago Morning          | Tierra de Campeones     | 11 de noviembre | 22:00 |         |

### Final
| Unión San Felipe | 3 - 0 | Municipal Iquique | Regional Chiledeportes | 15 de noviembre | 17:30 | CDF C13 |

## Campeón
| Copa Chile                           |
|                                      |
| Campeón Unión San Felipe 1.er Título |

## Goleadores[8]
| Jugador              | Jugador         | Goles | Equipo           |
| -------------------- | --------------- | ----- | ---------------- |
| Bandera de Argentina | Ángel Vildozo   | 5     | Unión San Felipe |
| Bandera de Paraguay  | Cristian Bogado | 4     | Colo-Colo        |
| Bandera de Argentina | Gustavo Canales | 3     | Unión Española   |
| Bandera de Chile     | Víctor Césped   | 3     | Unión Temuco     |
| Bandera de Argentina | Diego Rivarola  | 3     | Santiago Morning |